# YZ Canis Minoris
YZ Canis Minoris (YZ CMi / GJ 285 / HIP 37766 / LHS 1943) és un estel situat a la constel·lació del Ca Menor. Té magnitud aparent +11,40 i, per tant, no visible a ull nu. S'hi troba a poc més de 19 anys llum del sistema solar. El seu màxim acostament a la Terra va tindre lloc fa 161.000 anys, quan va passar a una distància de 10 anys llum.
YZ Canis Minoris és una nana vermella de tipus espectral M4.5Ve amb una temperatura superficial de 2.975 K. Té una lluminositat bolomètrica de 0,03 sols i la seva massa equival al 28% de la del Sol. Amb un radi aproximadament igual al 30% del radi solar, gira sobre si mateixa amb una velocitat de rotació projectada de 6,5 km/s.
El seu contingut metàl·lic (metal·licitat) és semblant al del Sol ([Fe/H] = +0,07). Posseeix un fort flux magnètic superficial, superior a 3.900 G.
YZ Canis Minoris és un estel variable membre alhora dels grups UV Ceti —estels fulgurants— i variable per rotació del tipus BY Draconis. Com a estel fulgurant és similar a altres nanes vermelles del nostre entorn, com Proxima Centauri o la pròpia UV Ceti (al sistema estel·lar binari Luyten 726-8), i ha estat estudiada profusament. Les erupcions d'estels fulgurants a la regió de raigs X van ser detectades per primera vegada el 1975 estudiant YZ Canis Minoris i UV Ceti. Com a variable BY Draconis mostra variacions en la seva lluminositat associades a la rotació de l'estel, a causa de l'existència de taques en la seva superfície o un altre tipus d'activitat cromosfèrica. El seu període de variació de 2,781 dies.
Les seves veïnes més properes són dues nanes vermelles, Ross 619, a 3,99 anys llum, i l'Estrella de Luyten, a 7,07 anys llum de distància.